# Chitradurga
Chitradurga là một thị xã và là nơi đặt hội đồng thành phố của quận Chitradurga thuộc bang Karnataka, Ấn Độ.

## Địa lý
Chitradurga có vị trí 14°14′B 76°24′Đ / 14,23°B 76,4°Đ Nó có độ cao trung bình là 732 mét (2401 feet).

## Nhân khẩu
Theo điều tra dân số năm 2001 của Ấn Độ, Chitradurga có dân số 122.594 người. Phái nam chiếm 51% tổng số dân và phái nữ chiếm 49%. Chitradurga có tỷ lệ 76% biết đọc biết viết, cao hơn tỷ lệ trung bình toàn quốc là 59,5%: tỷ lệ cho phái nam là 80%, và tỷ lệ cho phái nữ là 72%. Tại Chitradurga, 11% dân số nhỏ hơn 6 tuổi.